# Tracy LaQuey Parker
Tracy LaQuey Parker est une femme d'affaires canado-américaine. Elle est Senior Vice President chez Parker Solutions Group. Avant de rejoindre la société, LaQuey Parker a travaillé pour Cisco en  tant que directeur de la technologie et a créé l'UTeach Institute . En plus de sa carrière, LaQuey Parker est devenue la première personne à gagner un procès contre un spammeur et a été intronisée au Temple de la renommée de l'Internet en 2017.

## Enfance et éducation
LaQuey Parker est née à Terre-Neuve sur une base de l'armée de l'air américaine. Après avoir déménagé au Texas, elle s'est rendue à l'Université du Texas à Austin pour obtenir un baccalauréat en arts et se spécialiser en informatique.

## Carrière
En 1988, elle a commencé à travailler pour l'Université du Texas avec le Texas Higher Education Network. À l'université, elle a fait partie du Texas Education Network en 1991 qui connectait les enseignants texans à Internet. Elle a quitté l'université pour travailler avec Cisco Systems en tant que responsable des technologies. Au sein de Cisco, elle était chargée de projets d'introduction de l'Internet dans les écoles du monde entier. Après avoir créé The UTeach Institute en 2006, LaQuey Parker a rejoint le groupe Parker Solutions et est devenu vice-président directeur du département Business Development.
En plus de sa carrière technologique, LaQuey Parker est l'auteur du répertoire des réseaux informatiques des utilisateurs (The User's Directory of Computer Networks) en 1988 et du compagnon Internet (The Internet Companion) en 1992. En mai 1997, LaQuey Parker était la principale plaignante dans une action en justice à propos de spam. Dans l'affaire, LaQuey Parker a poursuivi le défendeur Craig Nowak après avoir utilisé le site Web de son entreprise par usurpation d'email pour envoyer des spams. En conséquence, LaQuey Parker a reçu plus de cinq mille courriels allant du courrier haineux aux messages renvoyés entre le 31 mars et le 1er avril 1997  Après un verdict rendu en novembre 1997 par le tribunal de district du Texas en faveur de LaQuey Parker, elle est devenue la première personne à gagner un procès contre un spammeur.

## Récompenses et honneurs
En 2017, LaQuey Parker a été intronisée au Temple de la renommée de l'Internet.